# Тиосульфат рубидия
Тиосульфат рубидия — неорганическое соединение, 
соль щелочного металла рубидия и тиосерной кислоты
с формулой Rb2SO3S,
бесцветные кристаллы,
растворяется в воде,
образует кристаллогидраты.

## Получение
- Обменная реакция с тиосульфатом бария:

{\displaystyle {\mathsf {Rb_{2}SO_{4}+BaSO_{3}S\ {\xrightarrow {}}\ 2Rb_{2}SO_{3}S+BaSO_{4}\downarrow }}}
- Реакция гирдосульфида рубидия и гидросульфита рубидия:

{\displaystyle {\mathsf {2RbHS+4RbHSO_{3}\ {\xrightarrow {}}\ 3Rb_{2}SO_{3}S+H_{2}O}}}
- Нагревание суспензии серы в растворе сульфита рубидия:

{\displaystyle {\mathsf {Rb_{2}SO_{3}+S\ {\xrightarrow {80-90^{o}C}}\ Rb_{2}SO_{3}S}}}

## Физические свойства
Тиосульфат рубидия образует бесцветные кристаллы,
растворимые в воде.
Образует кристаллогидраты состава Rb2SO3S•H2O и Rb2SO3S•2H2O.
Кристаллогидрат Rb2SO3S•H2O образует кристаллы
моноклинной сингонии,
пространственная группа C 2/m,
параметры ячейки a = 1,0614 нм, b = 0,56792 нм, c = 1,0964 нм, β = 97,40°, Z = 4
.